# Iszaphal
Az iszaphal (Amia calva) a csontos halak (Osteichthyes) főosztályának  az iszaphalalakúak (Amiiformes) rendjébe és az iszaphalfélék (Amiidae) családjába tartozó egyetlen ma élő nem egyetlen faja. 

## Származása, elterjedése
Élő kövület; kialakulása a jura időszakra tehető.
Kanada északkeleti és az Egyesült Államok északi részén honos.

## Megjelenése, felépítése
100 centiméter hosszúra is megnőhet, testtömege 9 kilogramm is lehet. Teste hosszúkás, feje kúpszerű, szája nagy. Olívzöld testének háta sötétebb, a hasa világosabb árnyalatú. A hímek a nőstényeknél kisebbek és rövidebb életűek.
|  |

## Életmódja, élőhelye
A lassan folyó iszapos belső vizek lakója.
A bélrendszeréhez kapcsolódó úszóhólyagja egyfajta kezdetleges tüdőként működik, amivel be tudja lélegezni a levegőt. Az úszóhólyag egyúttal a víz felhajtóerejét is kihasználja. Mivel a lélegzetvételhez fel kell jönnie a víz felszínére, ez korlátozza azt a mélységtartományt, ahol életképes. Ezek a helyek gyakran azok a part melletti területek, ahol más ragadozó hal nem él.
Halat, békát és rákokat egyaránt fogyaszt.
Sporthorgászati értéke nincs.